# Haverhill (Iowa)
Haverhill és una població dels Estats Units a l'estat d'Iowa. Segons el cens del 2000 tenia 170 habitants.

## Demografia
Segons el cens del 2000, Haverhill tenia 170 habitants, 62 habitatges, i 45 famílies. La densitat de població era de 504,9 habitants/km².
Dels 62 habitatges en un 38,7% hi vivien nens de menys de 18 anys, en un 64,5% hi vivien parelles casades, en un 4,8% dones solteres, i en un 27,4% no eren unitats familiars. En el 22,6% dels habitatges hi vivien persones soles el 12,9% de les quals corresponia a persones de 65 anys o més que vivien soles. El nombre mitjà de persones vivint en cada habitatge era de 2,74 i el nombre mitjà de persones que vivien en cada família era de 3,24.
Per edats la població es repartia de la següent manera: un 31,2% tenia menys de 18 anys, un 5,9% entre 18 i 24, un 32,9% entre 25 i 44, un 18,2% de 45 a 60 i un 11,8% 65 anys o més.
L'edat mediana era de 35 anys. Per cada 100 dones de 18 o més anys hi havia 95 homes.
La renda mediana per habitatge era de 45.417 $ i la renda mediana per família de 48.250 $. Els homes tenien una renda mediana de 33.750 $ mentre que les dones 19.688 $. La renda per capita de la població era de 18.702 $. Cap de les famílies estaven per davall del llindar de pobresa.

## Poblacions més properes
El següent diagrama mostra les poblacions més properes.